# Karo Halabian
Karo Halabian (orm. Կարո Հալաբյան, ros. Каро Семёнович Алабян, ur. 14 lipca 1897 w Jelizawietpolu (obecnie Gandża), zm. 5 stycznia 1959 w Moskwie) – ormiański radziecki architekt.

## Życiorys
W 1917 wstąpił do SDPRR(b), w 1929 ukończył Moskiewską Wyższą Szkołę Artystyczno-Techniczną i został jednym z założycieli Wszechrosyjskiego Towarzystwa Proletariackich Architektów, które za cel stawiało sobie ustanowienie nowej proletariackiej architektury. W 1933 otrzymał pierwszą nagrodę na konkursie na projekt Pałacu Rad, w 1935 brał udział w opracowaniu Generalnego Planu Rekonstrukcji Moskwy. Zaprojektował m.in. Centralny Teatr Armii Radzieckiej (1934-1940), pawilon Armeńskiej SRR na Wystawę Osiągnięć Gospodarki Narodowej (1939 i 1954), pawilon ZSRR na Wystawę Światową w Nowym Jorku w 1939 (wraz z Borisem Iofanem, 1939) i westybul stacji metra Krasnopriesnienskaja (1952). Był deputowanym do Rady Najwyższej ZSRR 1 i 2 kadencji (1937-1950). Występując na 1 zjeździe radzieckich architektów 17 czerwca 1937 opowiedział się za nasileniem walki przeciw szkodliwym burżuazyjnym teoriom i teoryjkom i idealistycznemu rozumieniu twórczości architektonicznej oraz jawnemu i ukrytemu formalizmowi. Podczas wojny ZSRR z Niemcami pracował nad projektami przedsiębiorstw przemysłowych w Moskwie, w 1942 był członkiem komisji ds. ewidencji i ochrony zabytków sztuki, 1943-1945 kierował opracowaniem generalnej odbudowy Stalingradu. Po wojnie, od 1949 do 1953 był wicedyrektorem Akademii Architektury ZSRR. Po śmierci Stalina specjalizował się w planowaniu dzielnic mieszkaniowych. Pochowany na Cmentarzu Nowodziewiczym w Moskwie.

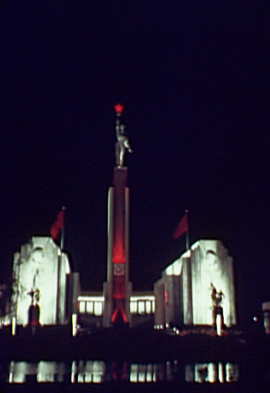
1938, Wystawa Światowa w Nowym Jorku - pawilon radziecki nocą; jedna z prac Karo Halabiana